# Mirella Giai
Mirella Giai (Trivero, 15 agosto 1929 – Rosario, 20 aprile 2023) è stata una politica italiana, senatrice per il Movimento Associativo Italiani all'Estero dal 2008 al 2013.

## Biografia
Era figlia del comandante Giai, emigrato in Argentina e rientrato nel 1943 per combattere la guerra partigiana nelle Brigate Garibaldi del Piemonte e successivamente di nuovo emigrato con la famiglia a Rosario.
Dopo anni di militanza nelle associazionismo legato al Partito Comunista Italiano, insieme con Filippo Di Benedetto operò nel periodo della dittatura di Jorge Rafael Videla (la guerra sucia) con il console d'Italia Enrico Calamai nell'assistenza all'espatrio di centinaia di italiani, che furono così sottratti al destino dei desaparecidos.
Alle elezioni del 2006 si candidò al Senato per L'Unione in America meridionale ma con le 19 456 preferenze raccolte venne battuta per soli 67 voti da Edoardo Pollastri.
Aderì poi al Movimento Associativo Italiani all'Estero, venendo ricandidata sempre in America meridionale alle elezioni del 2008, in cui ottenne l'elezione con 23 437 voti. Decise di non ricandidarsi alle elezioni del 2013.